# Association Sportive des Douanes de Lomé
L'Association Sportive des Douanes de Lomé, noto semplicemente come Douanes Lomé, è una società calcistica togolese con sede nella città di Lomé. Milita nella massima divisione togolese e disputa le partite casalinghe allo Stade Agoè-Nyivé.

## Palmarès
- Championnat National de Première Division: 2

2002, 2005
- Coupe du Togo: 1

2004

## Risultati nelle competizioni CAF
- CAF Champions League: 2 apparizioni

2003 - Primo turno
2004 - Secondo turno
- Coppa della Confederazione CAF: 2 apparizioni

2005 - Primo turno
2014 - Primo turno

## Organico

### Rosa
| N. |                 | Ruolo | Calciatore                |
| -- | --------------- | ----- | ------------------------- |
| 1  | Togo (bandiera) | P     | Sadate Essoazina Koukouté |
| 2  | Togo (bandiera) | D     | Adedze Kodjo              |
| 3  | Togo (bandiera) | D     | Safiana Bagnon            |
| 4  | Togo (bandiera) | A     | Dégli Messan              |
| 5  | Togo (bandiera) | D     | Tawali Magnima            |
| 6  | Togo (bandiera) | D     | Abdel Aziz Ouro-Agnoro    |
| 7  | Togo (bandiera) | A     | Kpadenou Komlan           |
| 8  | Togo (bandiera) | D     | Baem Bomda-Bagna          |
| 9  | Togo (bandiera) | A     | Saïbou Badarou            |
| 10 | Togo (bandiera) | A     | Kombé Edem                |
| 11 | Togo (bandiera) | C     | Yao Tronou Attikpowun     |
| 12 | Togo (bandiera) | D     | Zangaba Abasse            |
| 13 | Togo (bandiera) | C     | Yacoubou Tofic Fousseni   |
| 14 | Togo (bandiera) | C     | Moustapha Abdoul Waliou   |
| 15 | Togo (bandiera) | A     | Abibou Mouhamadou         |

| N. |                 | Ruolo | Calciatore              |
| -- | --------------- | ----- | ----------------------- |
| 16 | Togo (bandiera) | P     | Esso Manzama            |
| 17 | Togo (bandiera) | C     | Mani Ougadja            |
| 18 | Togo (bandiera) | C     | Ali Baba Abass          |
| 19 | Togo (bandiera) | A     | Kondo Arimiyao          |
| 20 | Togo (bandiera) | C     | Tamekloe Apélété        |
| 21 | Togo (bandiera) | C     | Sanvi Koffi             |
| 22 | Togo (bandiera) | A     | Nouwoklo Kossivi Martin |
| 23 | Togo (bandiera) | C     | Djadja Ablami           |
| 24 | Togo (bandiera) | P     | Agodo Assane            |
| 25 | Togo (bandiera) | D     | Vivo Kossi              |
| 26 | Togo (bandiera) | C     | Ibrahim Akpo-Idrissou   |
| 27 | Togo (bandiera) | D     | Salami Rabiou           |
| 28 | Togo (bandiera) | A     | Anasse Ouro-Gbélé       |
| 30 | Togo (bandiera) | P     | Falabia Hezouwe         |

## Calciatori
- Haliru Alidu
- Ismaila Atte-Oudeyi
- Albert Batsa
- Daré Nibombé
- Tadjou Salou